# Siphocampylus foliosus
Siphocampylus foliosus là loài thực vật có hoa trong họ Hoa chuông. Loài này được Griseb. miêu tả khoa học đầu tiên năm 1874.